# Richard A. Baker
Pour les articles homonymes, voir Richard Baker (homonymie) et Baker.
Richard A. Baker est un homme d'affaires américain dans le commerce de détail et la gestion de centres commerciaux. Il est diplômé de l’université Cornell dont il est encore membre des conseils consultatif sur l'immobilier et de l'école d’hôtellerie. Il est copropriétaire avec père, Robert Baker, de la National Realty and Development Corp., l'une des plus grandes compagnies privées immobilière aux États-Unis dans ce domaine. Depuis 2008, il est également le gouverneur de la Compagnie de la Baie d'Hudson, la plus ancienne compagnie Canadienne, établie en 1670 par une charte royale d'Angleterre, elle se spécialise aujourd'hui dans la vente de détail dans différentes chaînes de grands magasins.